# 임치우
임치우(1978년 2월 26일 ~ )는 대한민국의 배우이다.

## 출연작품

### 드라마
- 2014년 《왔다! 장보리》 (MBC) - 김상현 (강내천 부하) 역
- 2013년 《드라마 페스티벌 - 상놈 탈출기》 (MBC)
- 2012년 《엄마가 뭐길래》 (MBC) - 스파이 역
- 2012년 《무신》 (MBC) - 왈짜 역
- 2011년 《강력반》 (KBS2)
- 2011년 《계백》 (MBC) - 부장 역
- 2011년 《반짝반짝 빛나는》[1] (MBC) - 광수 역[2]
- 2010년 《장난스런 키스》 (MBC)
- 2010년 《몽땅 내 사랑》 (MBC)
- 2010년 《시크릿 가든》(SBS) - 유치장남 역[3]
- 2010년 《동이》 (MBC) - 수문관 역
- 2010년 《제빵왕 김탁구》 (KBS2) - 형사 역